# بسترهای بی‌بندوبار
بسترهای بی‌بندوبار (ایتالیایی: Letti selvaggi) یک فیلم کمدی ایتالیایی است که در سال ۱۹۷۷ منتشر شد.

## گزیدهٔ بازیگران
- اورسولا اندرس
- لائورا آنتونلی
- سیلویا کریستل
- مونیکا ویتی
- اوراتسیو اورلاندو
- میکله پلاچیدو
- خوزه ساکریستان
- روبرتو بنینی
- انریکو بروسکی
- خوزه لوئیس لوپس باسکس